# Episodi di Boardwalk Empire - L'impero del crimine (quinta stagione)
La quinta e ultima stagione della serie televisiva statunitense Boardwalk Empire - L'impero del crimine, composta da 8 episodi, è stata trasmessa dal canale statunitense HBO dal 7 settembre al 26 ottobre 2014.
In Italia, la stagione è andata in onda in prima visione assoluta sul canale satellitare Sky Atlantic dal 14 gennaio al 25 febbraio 2015. È stata poi trasmessa in chiaro dal 29 luglio al 26 agosto 2016 su Rai 4.
A partire da questa stagione entra nel cast principale Ben Rosenfield.
| nº | Titolo originale               | Prima TV USA      | Prima TV Italia  |
| -- | ------------------------------ | ----------------- | ---------------- |
| 1  | Golden Days for Boys and Girls | 7 settembre 2014  | 14 gennaio 2015  |
| 2  | The Good Listener              | 14 settembre 2014 | 14 gennaio 2015  |
| 3  | What Jesus Said                | 21 settembre 2014 | 21 gennaio 2015  |
| 4  | Cuanto                         | 28 settembre 2014 | 28 gennaio 2015  |
| 5  | King of Norway                 | 5 ottobre 2014    | 4 febbraio 2015  |
| 6  | Devil You Know                 | 12 ottobre 2014   | 11 febbraio 2015 |
| 7  | Friendless Child               | 19 ottobre 2014   | 18 febbraio 2015 |
| 8  | Eldorado                       | 26 ottobre 2014   | 25 febbraio 2015 |

## Golden Days for Boys and Girls
- Titolo originale: Golden Days for Boys and Girls
- Diretto da: Tim Van Patten
- Scritto da: Howard Korder

### Trama
Sette anni dopo gli eventi dell'ultima stagione, Nucky è esiliato con Sally a L'Avana, fa affari con la Bacardi Rum Company, ma conta di tornare ad Atlantic City, in un'America dilaniata dalla grande depressione. Charlie Luciano prende accordi con Joe Masseria per discutere cosa fare riguardo a Salvatore Maranzano, si ritira poi in bagno e lo fa uccidere dai suoi uomini. Chalky White è ai lavori forzati ma riesce a scappare quando uno dei galeotti, Milton, un tipo un po' instabile, uccide una delle guardie sollevando una rivolta. La guardia uccisa cade davanti a Chalky il quale, prende le chiavi delle catene e fugge con Milton. Margareth continua a far progressi nel suo lavoro, ma il suo impiego è a rischio dopo che il suo capo si suicida.
- Guest star: Patricia Arquette (Sally Wheet), Anatol Yusef (Meyer Lansky), Ian Hart (Ethan Thompson, 1884), Chris Caldovino (Tonino Sandrelli), Ivo Nandi (Joe Masseria), Boris McGiver (Sceriffo Peter Lindsay, 1884), Michael Zegen (Bugsy Siegel), John Ellison Conlee (Commodoro Louis Kaestner, 1884), Erin Dilly (Elenore Thompson, 1884), Giampiero Judica (Salvatore Maranzano), Patch Darragh (Signor Bennett), Paul Calderón (Arquimedes), John C. Vennema (Lawrence Conors), Danny McCarthy (Pat Halligan, 1884), Nolan Lyons (Enoch Thompson, 1884), Oakes Fegley (Elias Thompson, 1884).
- Ascolti USA: telespettatori 2 370 000[2]

## The Good Listener
- Titolo originale: The Good Listener
- Diretto da: Allen Coulter
- Scritto da: Terence Winter

### Trama
Sette anni dopo il suo esilio Eli Thompson lavora come esattore per conto di Al Capone, affiancato da Van Alden che è diventato un uomo fidato del boss, ed è perennemente ubriaco. Suo figlio William è diventato un aiuto procuratore. Gillian è confinata in un centro di cura per donne e pianifica come uscirne. Nucky torna ad Atlantic ed entra in affari con Joe Kennedy, padre del futuro presidente americano, e discute poi con Torrio sugli ultimi eventi. Questo poi gli organizza un incontro con Maranzano. Luciano, Lansky e Siegel discutono delle loro prossime mosse, e cospirano contro il boss di Atlantic City.
- Guest star: Anatol Yusef (Meyer Lansky), Ian Hart (Ethan Thompson, 1884), Chris Caldovino (Tonino Sandrelli), Domenick Lombardozzi (Ralph Capone), Matt Letscher (Joseph P. Kennedy), Greg Antonacci (Johnny Torrio), Michael Zegen (Bugsy Siegel), Boris McGiver (Sceriffo Peter Lindsay, 1884), John Ellison Conlee (Commodoro Louis Kaestner, 1884), Louis Cancelmi (Mike D'Angelo), Jim True-Frost (Eliot Ness), Erin Dilly (Elenore Thompson, 1884), Christiane Seidel (Sigrid Mueller), Reg Rogers (Robert Hodge), Paul Calderón (Arquimedes), Michael Countryman (Frank Wilson), Giampiero Judica (Salvatore Maranzano), Paul Fitzgerald (Charles Gabler), Richard Bekins (Theodore Rollins), Nolan Lyons (Enoch Thompson, 1884), Oakes Fegley (Elias Thompson, 1884).
- Ascolti USA: telespettatori 1 810 000[3]

## What Jesus Said
- Titolo originale: What Jesus Said
- Diretto da: Ed Bianchi
- Scritto da: Cristine Chambers e Howard Korder

### Trama
Nonostante Nucky sia sempre più preso dai ricordi del passato, continua a trattare con Joseph Kennedy per affari. Margareth rischia il posto per aver dato in passato a Rothstein informazioni privilegiate in cambio di soldi, nonché una citazione in giudizio da parte della sua vedova. In fuga dal carcere, Chalky trova rifugio con un sempre più schizofrenico Milton in una casa ove vivono una madre e una figlia. Lo uccide con un martello alla testa dopo che lo stesso Milton punta la pistola contro la ragazza minacciando di ucciderla, e continua la fuga con la famiglia in ostaggio che, per riconoscenza chiude un occhio sulla vicenda. 
- Guest star: Patricia Arquette (Sally Wheet), Matt Letscher (Joseph P. Kennedy), Mary Bacon (Marie), Olivia Nikkanen (Fern), Boris McGiver (Sceriffo Peter Lindsay, 1884), John Ellison Conlee (Commodoro Louis Kaestner, 1884), Travis Tope (Tommy Darmody), Nolan Lyons (Enoch Thompson, 1884), Michael Zegen (Bugsy Siegel), Paul Calderón (Arquimedes), Shae D'Lyn (Carolyn Rothstein), John C. Vennema (Lawrence Conors).
- Ascolti USA: telespettatori 2 105 000[4]

## Cuanto
- Titolo originale: Cuanto
- Diretto da: Jake Paltrow
- Scritto da: Howard Korder, Cristine Chambers e Terence Winter

### Trama
Citata in tribunale dalla vedova di Rothstein, Margareth si rivede con Nucky per discutere sul da farsi. Lucky Luciano si vede con Al Capone per un affare industriale ma va a monte poiché riconosce Van Alden, in quanto ex agente del proibizionismo 10 anni prima. Infuriato per l'accordo mancato Al Capone punta la pistola contro Van Alden il quale, dopo un discorso convincente riesce a far desistere il boss dall'eliminarlo. Salta anche l'affare tra Nucky e Joseph Kennedy per il traffico di rum e alcool. Sally viene fermata da una pattuglia federale cubana, ma fiutando puzza di guai tenta la fuga. Dopo una breve lotta, ruba la pistola ad un soldato e tenta di scappare dileguandosi nel buio, perdendo la vita nel tentativo.
- Guest star: Patricia Arquette (Sally Wheet), Ian Hart (Ethan Thompson, 1884), Boris McGiver (Sceriffo Peter Lindsay, 1884), Domenick Lombardozzi (Ralph Capone), Matt Letscher (Joseph P. Kennedy), John Ellison Conlee (Commodoro Louis Kaestner, 1884), Erin Dilly (Elenore Thompson, 1884), Travis Tope (Tommy Darmody), Louis Cancelmi (Mike D'Angelo), Paul Calderón (Arquimedes), Michael Countryman (Frank Wilson), Nolan Lyons (Enoch Thompson, 1884), Oakes Fegley (Elias Thompson, 1884), Edward Carnevale (Cenzo).
- Ascolti USA: telespettatori 2 050 000[5]

## King of Norway
- Titolo originale: King of Norway
- Diretto da: Ed Bianchi
- Scritto da: Steve Kornacki

### Trama
Chalky ritrova Nucky per sapere informazioni su Narcisse. Il boss di Atlantic City non lo sa ma offre un posto al suo vecchio socio dove stare per poter sfuggire alla polizia, ancora sulle sue tracce dopo l'evasione dal carcere. Van Alden non se la passa bene in famiglia, e durante una cena spunta fuori una relazione di sua moglie con Eli. Irrompono poi i federali che obbligano quest'ultimo e Van Alden a collaborare con loro per rubare i libri contabili di Al Capone e poterlo incastrare, altrimenti vi è la camera a gas in caso di rifiuto. Nucky sfugge ad un attentato durante un secondo incontro con Maranzano ove avrebbe dovuto esservi anche Torrio, che non si presenta. Capisce dunque che il vecchio boss è in combutta con Lansky e Luciano, e minaccia di prendere le loro vite. Chalky trova il bordello di Narcisse ma nella sua stanza trova una bambina e la madre di lei, la sua vecchia amante Daughter Maitland. 
- Guest star: Anatol Yusef (Meyer Lansky), Domenick Lombardozzi (Ralph Capone), Boris McGiver (Sceriffo Peter Lindsay, 1897), Joyce Van Patten (Mae Zeller), Greg Antonacci (Johnny Torrio), John Ellison Conlee (Commodoro Louis Kaestner, 1897), Byron Jennings (Dr. Cotton), Margot Bingham (Daughter Maitland), Marc Pickering (Enoch Thompson, 1897), Travis Tope (Tommy Darmody), Giampiero Judica (Salvatore Maranzano), Louis Cancelmi (Mike D'Angelo), Christiane Seidel (Sigrid Mueller), Michael Countryman (Frank Wilson), Paul Calderón (Arquimedes), Maya Kazan (Mabel Jeffries, 1897), John C. Vennema (Lawrence Conors), Danny McCarthy (Pat Halligan, 1897), Shae D'Lyn (Carolyn Rothstein).
- Ascolti USA: telespettatori 1 943 000[6]

## Devil You Know
- Titolo originale: Devil You Know
- Diretto da: Jeremy Podeswa
- Scritto da: Howard Korder

### Trama
Nucky passa la notte a bere in uno squallido bar e piange la morte di Sally. Scatena poi una rissa e finisce derubato da due prostitute. Eli e Van Alden falliscono nel tentativo di rubare i libri contabili, come da accordo con i federali. Mike D'Angelo tenta di coprirli per tenere all'oscuro Al Capone. Ma dopo essersi trattenuto con due divi del cinema, il boss viene a conoscenza dell'intento e vuole saperne il motivo di tale gesto da parte dei due, e chi sono in realtà. Van Alden scatta di colpo tentando di strangolare Capone ammettendo il suo passato di agente del proibizionismo, e muore venendo sparato alla nuca da D'Angelo prima che il boss venga a sapere che i federali stanno indagando su di lui. Eli viene affidato a D'Angelo per essere ucciso altrove, ma una volta ottenuti i libri contabili, questo risparmia il fratello di Nucky lasciandolo al suo destino. Chalky e Narcisse si ritrovano dopo sette anni, con il dottore che si consegna dentro la stanza disarmato e proponendogli di lavorare per lui. Chalky accetta a patto che Daughter possa così incidere il suo disco, alla quale è sempre stato impedito, a causa dei diktat di Narcisse nei confronti dei produttori. Consapevole che prima o poi verrà tradito, la cosa importante per Chalky è che la sua vecchia amante produca il disco. Capisce poi di essere il padre della piccola Althea e sul retro viene circondato dagli uomini del dottore. Prima di essere giustiziato si aggiusta il vestito, chiude gli occhi e con la memoria del canto di Daughter nelle orecchie si dichiara pronto all'esecuzione. Nucky ordina a Mickey un esercito da allestire contro Torrio, Lansky e Luciano. 
- Guest star: Domenick Lombardozzi (Ralph Capone), Marc Pickering (Enoch Thompson, 1897), Margot Bingham (Daughter Maitland), John Ellison Conlee (Commodoro Louis Kaestner, 1897), Travis Tope (Tommy Darmody), Paul Calderón (Arquimedes), Louis Cancelmi (Mike D'Angelo), Dagmara Domińczyk (Dinah), Maya Kazan (Mabel Thompson, 1897).
- Ascolti USA: telespettatori 1 552 000[7]

## Friendless Child
- Titolo originale: Friendless Child
- Diretto da: Allen Coulter
- Scritto da: Riccardo DiLoreto, Cristine Chambers e Howard Korder

### Trama
Nucky si prepara alla guerra contro Lansky e Luciano. Nonostante Maranzano predichi cautela, Nucky rapisce Siegel, tenendolo in ostaggio con Luciano per nulla preoccupato per le sue sorti. Rilasciato da Mike D'Angelo e dato per morto da Al Capone, Eli cerca di riconciliarsi con suo figlio in un incontro doloroso fuori dal suo posto di lavoro. Eli si allontana con un William emotivamente combattuto, e mentre lo fa assiste al rapimento di suo figlio da parte di Pinky Rabinowitz. Si rivede con il fratello dopo sette anni e Nucky si reca sul luogo dell'incontro con Luciano proponendo uno scambio di ostaggi. Per il rilascio del nipote Nucky offre tutto quello che ha, Siegel propone a Luciano di prendersi anche la vita dei due Thompson con tanto di uomini a seguito, Nucky lo frena offrendosi di occuparsi personalmente di Maranzano. Nei giorni successivi infatti Maranzano viene eliminato con i suoi uomini nel suo ufficio con Eli tra i presenti nel delitto. Lansky e Luciano assegnano a Pinky la gestione di Atlantic City. A Chicago intanto Elliot Ness e Mike D'Angelo ottengono dal giudice un mandato di cattura per Al Capone. Seduto da solo, Nucky contempla tutto quello che è accaduto, e infine, si apre e legge la lettera inviatagli da Gillian Darmody, che lo supplica di mostrare la stessa compassione e l'aiuto che le offrì da bambino.
- Guest star: Anatol Yusef (Meyer Lansky), Marc Pickering (Enoch Thompson, 1897), Boris McGiver (Sceriffo Peter Lindsay, 1897), John Ellison Conlee (Commodoro Louis Kaestner, 1897), Greg Antonacci (Johnny Torrio), Michael Zegen (Bugsy Siegel), Paul Calderón (Arquimedes), Travis Tope (Tommy Darmody), Louis Cancelmi (Mike D'Angelo), Giampiero Judica (Salvatore Maranzano), Michael Countryman (Frank Wilson), Reg Rogers (Robert Hodge), Maya Kazan (Mabel Thompson, 1897).
- Ascolti USA: telespettatori 1 953 000[8]

## Eldorado
- Titolo originale: Eldorado
- Diretto da: Tim Van Patten
- Scritto da: Howard Korder e Terence Winter

### Trama
Con le sue partecipazioni perse ad Atlantic City, Nucky decide di fare una nuotata in mare. Nel frattempo, a New York, a causa della manipolazione di Nucky, i soci in affari di Kennedy temono che l'abrogazione del proibizionismo non accadrà, e iniziano la vendita delle loro azioni. Kennedy sospetta un coinvolgimento di Nucky, ma Margareth lo tranquillizza suggerendogli di vendere le proprie azioni. Dà poi all'ex marito la buona notizia e sembra esservi una riconciliazione tra i due, ma vengono interrotti. Nucky poi torna ad Atlantic City, con l'intenzione di lasciare la città per sempre, si reca da Eli dandogli dei soldi, incoraggiandolo a tornare dalla sua famiglia. Incontrando Gilian nella casa di cura per donne le dice che il massimo che può fare è impostare un fondo fiduciario per lei quando verrà rilasciata. Tuttavia emerge che la donna ha già subito un intervento chirurgico per la sua finta pazzia dallo psichiatra, il dottor Henry Cotton, mentre era nel manicomio. Tornato a New York, Luciano e Lansky raccolgono i boss del crimine di New York e in tutto il paese formando la Commissione, un corpo singolare per l'intermediazione dei rapporti tra tutte le organizzazioni criminali del paese. Luciano ordina a Bugsy di eliminare Narcisse, che viene pubblicamente ucciso davanti alla sua chiesa. A Chicago, Al Capone viene citato in giudizio quando le autorità riescono ad ottenere i suoi libri contabili. Prima di recarvisi dice addio a suo figlio, dove D'Angelo lo sta aspettando.  Nucky si imbatte in Joe Harper, già incontrato in precedenti occasioni, che rivela il suo vero nome: Tommy Darmody, figlio di Jimmy e nipote di Gillian. Spara a Nucky tre volte prima di essere trattenuto da agenti di polizia. Così muore Nucky, che vede in una visione, sé stesso più giovane nuotare nell'oceano per la cattura di una moneta.
- Guest star: Anatol Yusef (Meyer Lansky), Ian Hart (Ethan Thompson, 1897), Domenick Lombardozzi (Ralph Capone), Marc Pickering (Enoch Thompson, 1897), Matt Letscher (Joseph P. Kennedy), Maya Kazan (Mabel Thompson, 1897), John Ellison Conlee (Commodoro Louis Kaestner, 1897), Michael Zegen (Bugsy Siegel), Travis Tope (Tommy Darmody), Louis Cancelmi (Mike D'Angelo), Erin Dilly (Elenore Thompson, 1897), Nolan Lyons (Enoch Thompson, 1884), John C. Vennema (Lawrence Conors), Michael Countryman (Frank Wilson), Paul Fitzgerald (Charles Gabler), Richard Bekins (Theodore Rollins).
- Ascolti USA: telespettatori 2 328 000[9]